# Cohésion des grains de sable
Un château de sable ne tient que s'il est fait de sable un peu humide. Ceci est l'effet de l’adhésion capillaire. La petite quantité d'eau présente entre deux grains de sable permet une attraction entre eux. Cet article rappelle le mécanisme de base de l'attraction et calcule quelle est la quantité minimum d'eau nécessaire à la tenue mécanique du château. 

## Mécanisme
L'attraction entre les deux grains de sable humides est due à la pression de Laplace. Si l'on regarde le joint entre deux grains de sable, le liquide forme un petit pont (pont capillaire) entre les deux grains. 

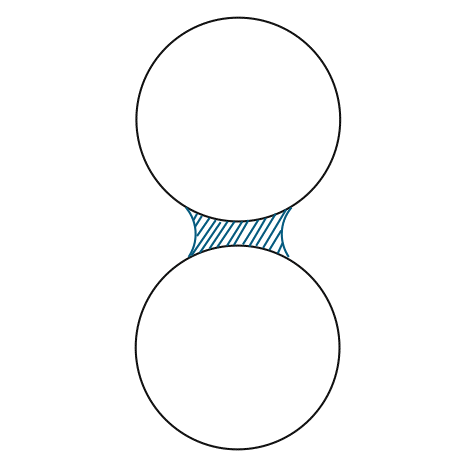
Le liquide entre les deux grains de sable forme un pont capillaire.

L'interface entre le liquide et le grain est courbée avec un rayon de courbure {\displaystyle -R}. En effet, la courbure est tournée vers l'extérieur, elle est donc négative. La pression de Laplace s'écrit {\displaystyle P=-{\frac {\gamma }{R}}} où {\displaystyle \gamma } est la tension de surface entre le liquide et le solide.
La pression  dans le liquide est donc plus faible que la pression atmosphérique. Cette différence de pression engendre une attraction entre les deux grains de sable ce qui tend à les maintenir ensemble.

## Quantité d'eau nécessaire à la fabrication d'un château de sable
L'adhésion capillaire est efficace lorsqu'il y a très peu d'eau entre chaque grain de sable. La suite de l'article propose de calculer approximativement quelle quantité de liquide est nécessaire pour que l'eau présente entre chaque grain permette une attraction capillaire suffisante pour compenser le poids d'un grain de sable.

### Force d'attraction entre deux grains
Il s'agit ici de calculer la pression  dans le pont capillaire et de comparer la force d'attraction au poids. Après calcul, on trouve que la force d'attraction est dix fois plus importante que le poids et permet donc de tenir les grains de sable entre eux.

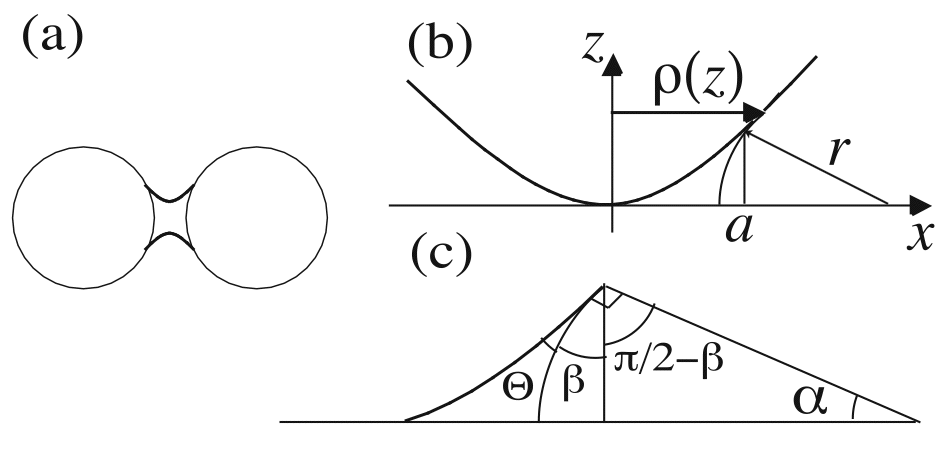
Notations utilisées dans l'article.

Les notations utilisées sont celles de la figure ci-contre. Soient {\displaystyle \theta } l’angle que fait le liquide avec le grain de sable, {\displaystyle \alpha } l’angle d’ouverture du ménisque et {\displaystyle \delta } la hauteur du ménisque. La pression dans le pont capillaire {\displaystyle \Delta P} est fonction de la quantité de liquide, donc des quantités {\displaystyle a} et {\displaystyle \delta }.
La figure ci-contre montre que {\displaystyle \alpha =\beta }. Par ailleurs, {\displaystyle r={\frac {\delta }{\sin \alpha }}={\frac {\delta }{\sin \beta }}}. Il suffit donc de lier l'angle {\displaystyle \beta } aux deux distances {\displaystyle a} et {\displaystyle \delta } pour avoir une expression de la pression dans le liquide {\displaystyle \Delta P=-{\frac {\gamma }{r}}}. Soit {\displaystyle \rho (z)}, l'équation du grain de sable. {\displaystyle \tan \beta } est la pente de cette droite au point {\displaystyle (a,\delta )} soit {\displaystyle \tan \beta =\rho '(z)}. Dans le cadre d'une approximation parabolique, {\displaystyle z} s'écrit {\displaystyle z=\alpha \rho ^{2}+\beta } d'où {\displaystyle \rho (z)=a{\sqrt {\frac {z}{\delta }}}}. Et, finalement, 
{\displaystyle \tan \beta =\rho '(z=\delta )={\frac {a}{2\delta }}}
{\displaystyle \Delta P=-{\frac {\gamma \sin \beta }{\delta }}}.
La force d’adhésion entre les grains est due pression {\displaystyle \Delta P} qui s'applique sur la surface {\displaystyle \pi a^{2}} soit {\displaystyle F={\frac {\gamma }{\delta }}\sin \beta \pi a^{2}}.
Un grain de sable a un rayon typique d'environ 300 µm, ce qui donne, en ordre de grandeur, {\displaystyle \delta \simeq } 10 µm, {\displaystyle a\simeq } 50 µm.
Alors {\displaystyle F} = 5,5 × 10−5 N.
Si cette force est supérieure au poids d'un grain de sable, elle est suffisante pour assurer l'adhésion des grains. Soit {\displaystyle V} le volume d'un grain de sable et {\displaystyle \mu } la masse volumique du sable, le poids d'un grain de sable est {\displaystyle P=\mu Vg\simeq } 2 × 10−6 N (en prenant une masse volumique de 2 000 kg/m3 pour le sable).
La force capillaire est donc de l'ordre de dix fois le poids et la présence de l'eau empêche bien les grains de sable de se décoller.

### Calcul de la quantité de liquide dans une tour de sable
Pour fabriquer une tour de sable, il faut environ un litre de sable (un seau). Chaque grain est au contact de quelques autres (typiquement cinq) par l'intermédiaire d'un pont capillaire. Le volume d'eau nécessaire peut être calculé en multipliant le volume d'un pont capillaire par le nombre total de contacts entre grains dans le château.
Le volume de liquide est le volume du cylindre de rayon {\displaystyle a} moins le volume du grain de sable sur la hauteur {\displaystyle \delta } soit {\displaystyle V_{\text{liq}}=\pi a^{2}\delta -\int _{0}^{\delta }\pi \rho ^{2}dz=\pi a^{2}\delta -{\frac {\pi }{2}}a^{2}\delta } soit 
{\displaystyle V_{\text{liq}}={\frac {\pi }{2}}a^{2}\delta }.
Pour qu'un litre de sable soit rendu cohésif, il faut que ce volume d'eau {\displaystyle V_{\text{liq}}} soit présent entre chacun grain de sable. Si l'on considère qu'il y a {\displaystyle n_{\text{contact}}\simeq } cinq contacts entre deux grains de sable, et que la compacité {\displaystyle c} est de 60 % (ce qui est proche de l'empilement compact), on obtient :
{\displaystyle V_{\text{total}}=n_{\text{grains}}n_{\text{contact}}V_{\text{liq}}={\frac {cV_{\text{sable}}}{{\frac {4}{3}}\pi r^{3}}}n_{\text{contact}}V_{\text{liq}}\simeq } 10−3 L.
Donc 1 ml d'eau devrait être suffisant pour rendre cohésif un château de sable. Cela nécessite de mélanger parfaitement le sable et le liquide.